# Марк Терпін (тенісист)
Марк Терпін (англ. Mark Turpin; 4 лютого 1957 — 6 серпня 2021) — колишній американський тенісист.
Найвищу одиночну позицію світового рейтингу — 211 місце досяг 26 грудня 1979 року.

## Фінали Гран-прі за кар'єру

### Парний розряд: 2 (0–2)
| Результат | W/L | Дата     | Турнір                | Покриття | Партнер        | Суперники             | Рахунок  |
| --------- | --- | -------- | --------------------- | -------- | -------------- | --------------------- | -------- |
| Поразка   | 0–1 | Лис 1979 | Hong Kong Tennis Open | Тверде   | Стів Дентон    | Пет Дюпре Боб Лутц    | 3–6, 4–6 |
| Поразка   | 0–2 | Січ 1980 | San Juan Open         | Тверде   | Роберт Троголо | Пол Макнамі Пол Кронк | 6–7, 3–6 |

## Фінали ATP Челленджер

### Парний розряд: 1 (0–1)
| Результат | Дата     | Турнір     | Покриття | Партнер     | Суперники                  | Рахунок  |
| --------- | -------- | ---------- | -------- | ----------- | -------------------------- | -------- |
| Поразка   | Гру 1979 | Остін, США | Тверде   | Стів Дентон | Ананд Амрітрадж Джон Остін | 1–6, 2–6 |